# Flavius Mithridate
Pour les articles homonymes, voir Mithridate.
Flavius Mithridate, né probablement Samuel ben Nissim Abulfaraj en 1445 à Caltabellotta en Sicile dans une famille juive, converti ensuite au catholicisme sous le nom de Guillermo Raimondi di Moncada, ou Guglielmo di Sicilia (Guilelmus Siculus), et mort en 1489, est un érudit, traducteur, humaniste et orientaliste italien de la Renaissance, représentant de la kabbale.

## Biographie
Né à Caltabellotta près d'Agrigente vers le milieu du XVe siècle, prénommé en tout cas Samuel et fils d'un rabbin, il se convertit au christianisme et devient catholique vers 1466, adoptant alors le nom de Guglielmo Raimondo (ou Guillermo Raimondi) Moncada (ou di Moncada), probablement celui de son parrain ((it)Guglielmo Raimondo Moncada Esfanoller, comte d'Adernò). 
Il jouit ensuite de puissants appuis, y compris financiers, en Sicile, et y obtint plusieurs bénéfices ecclésiastiques importants. Il fit des études à Catane, Messine, puis Naples. Il se rendit vers 1474 à la cour de Jean II d'Aragon à Barcelone et y disputa contre des rabbins. 

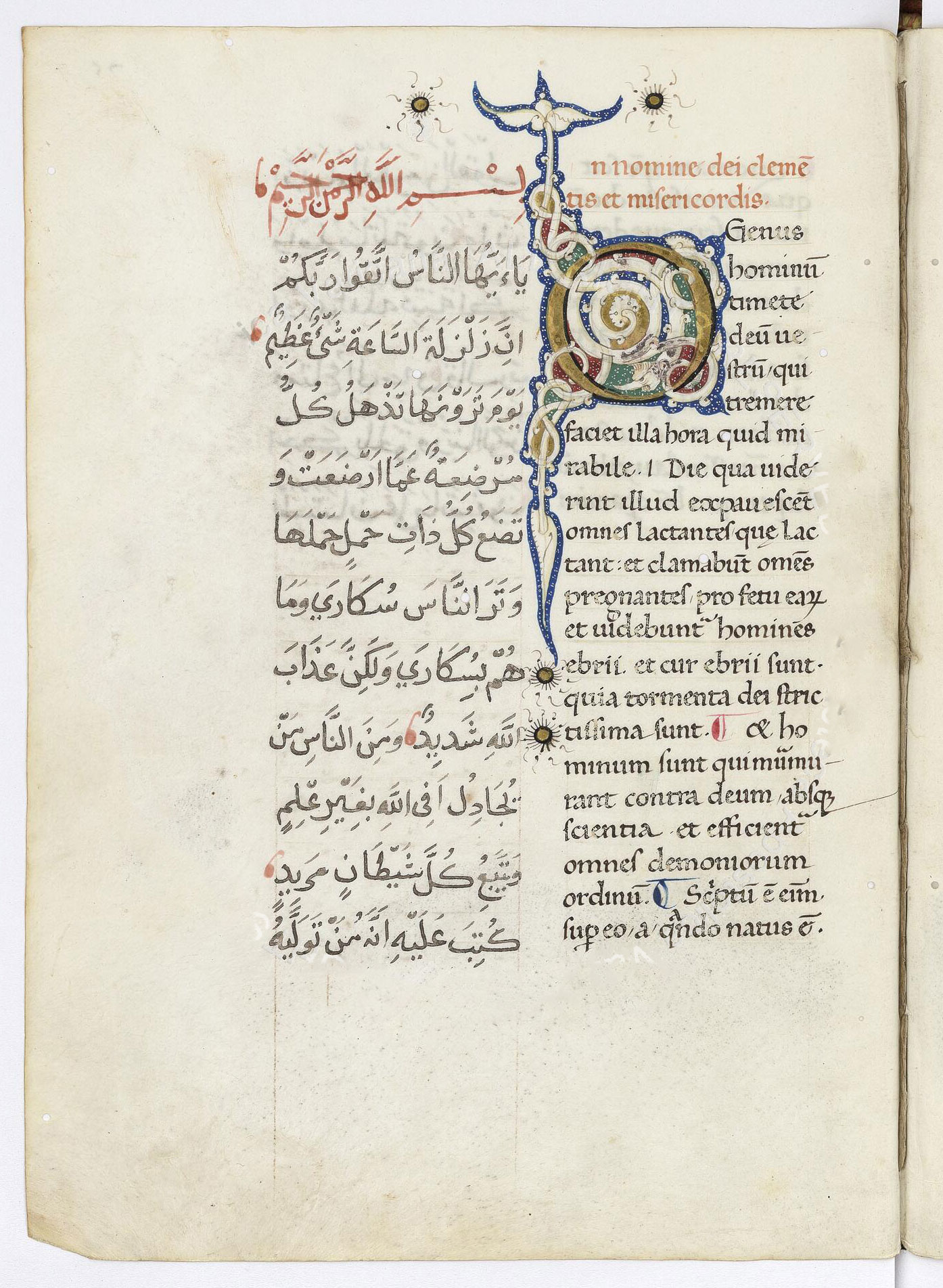
Compendium arabo-latin de Flavio Mithridates pour Federico da Montefeltro (1450)

Installé à Rome vers 1477, il attira par ses connaissances (hébreu, araméen, arabe, littérature cabbalistique) l'attention du cardinal Giovanni Battista Cybo (futur pape Innocent VIII) et du pape Sixte IV, ainsi que du duc Frédéric III de Montefeltro. Le vendredi saint de l'an 1481, il fit un sermon devant le pape et les cardinaux sur la Passion du Christ, s'appuyant prétendument sur des textes juifs (en fait, plagiant le Pugio Fidei de Raimond Martin). En 1482, il enseigna à l'Université de la Sapienza. 
Obligé de quitter Rome à la suite d'une obscure accusation (peut-être d'homosexualité), il séjourna à Cologne (où il publia en 1484 les Dicta septem sapientium) et à Louvain. Il rencontra à cette époque Rudolph Agricola et Johannes Reuchlin. Revenu en Italie en 1486 à l'invitation de Jean Pic de la Mirandole, il séjourna auprès de lui à Pérouse et à Fratta Todina et lui enseigna l'hébreu, l'araméen et les doctrines de la Kabbale. Il a probablement été son amant. 
Flavius Mithridate, qui est son pseudonyme antiquisant d'humaniste, est principalement l'auteur de traductions de l'hébreu ou de l'arabe au latin, mais ces traductions sont complétées de nombreux commentaires et remarques apportant des informations, y compris autobiographiques. Il traduisit en partie le Coran pour Frédéric de Montefeltro, et pour Pic de la Mirandole le commentaire de la Torah de Menahem Recanati, le commentaire du Cantique des cantiques de Gersonide, un traité sur la résurrection de Maïmonide, des traités cabbalistiques d'Abraham Aboulafia, le Nefesh ha-Hakamah de Moïse de Léon, et des textes anonymes comme le Sefer ha-Bahir. Cette « bibliothèque kabbalistique » en latin couvre 3 500 pages manuscrites de littérature kabbalistique. On trouve dans ses remarques personnelles des informations sur les personnages illustres qu'il a fréquentés, notamment les papes Sixte IV et Innocent VIII et Pic de la Mirandole. Il est également l'auteur d'un traité grammatical sur l'hébreu en latin, le De tropis hebraicis.

## Identités
Certains érudits ont pensé, mais sans preuve suffisante, que Flavius Mithridate serait le cabaliste et philosophe humaniste Yohanan ben Isaac Alemanno (1435-1505), contemporain et associé de Pic de la Mirandole, à qui il enseigna dès la fin des années 1480, et dont la rencontre est à la source de la création de la kabbale chrétienne, selon Charles Mopsik
Naomi Seidman note la « prolifération d'identités » de Mithridate, énumérant les éléments suivants : Gugielmo Raimondo Moncada, Flavius Mithridate, Sicile, Romain, Chaldée, Samuel ben Nissim ibn Faraj, YHWH (tétragramme que Mithridate a revendiqué sur la base de la guematria kabbalistique).

## Édition
- Chaïm Wirszubski (éd.), Flavius Mithridates. Sermo de Passione Domini, Jérusalem, Israël Academy of Sciences and Humanities, 1963.
- Saverio Campanini (ed.), The Book of Bahir. Flavius Mithridates' Latin Translation, the Hebrew Text, and an English Version, with a Foreword by G. Busi, "The Kabbalistic Library of Giovanni Pico della Mirandola" - 2, Nino Aragno Editore, Torino 2005.
- Saverio Campanini (éd.), Four Short Kabbalistic Treatises, "The Kabbalistic Library of Giovanni Pico della Mirandola" 6, Fondazione Palazzo Bondoni Pastorio, Castiglione delle Stiviere, 2019.